# Athetis scopsis
Athetis scopsis là một loài bướm đêm trong họ Noctuidae.